# Бетховенский оркестр
Бетховенский оркестр (нем. Beethoven Orchester Bonn) — немецкий симфонический оркестр, базирующийся в Бонне и носящий имя родившегося в этом городе Людвига ван Бетховена. Помимо самостоятельной работы участвует также в спектаклях Боннской оперы, так что руководитель оркестра является боннским генеральмузикдиректором. До 1945 года назывался Боннский городской оркестр (нем. Städtisches Orchester Bonn), затем до 2003 года оркестр Бетховенхалле (нем. Orchester der Beethovenhalle Bonn).
Первоначально оркестр был создан в 1897 году в Кобленце, а спустя 10 лет, в 1907 году, вместе со своим главным дирижёром Генрихом Зауэром был переведён в Бонн. С первых лет работы в Бонне с оркестром постоянно сотрудничал Рихард Штраус, дирижировавший своими произведениями; за пульт оркестра становились также Макс Брух, Макс Регер, позднее Ханс Пфицнер и Пауль Хиндемит. Во время Первой мировой войны оркестр пережил значительные трудности: концертный зал был отведён под госпиталь, многие музыканты были призваны в армию, а в 1916 году прекратилось государственное и муниципальное финансирование. В межвоенную эпоху положение постепенно восстановилось, а после Второй мировой войны оркестр пришлось воссоздавать заново; здание Бетховенхалле было разрушено бомбой в 1944 году, и лишь к 1959 году был выстроен новый современный концертный зал.

## Генеральмузикдиректоры Бонна
- Генрих Зауэр (1907—1922) — городской капельмейстер (музикдиректор — Хуго Грютерс)
- Макс Антон (1922—1930)
- Герман Абендрот (1931—1932, временно, по совместительству с работой в Кёльне)
- Густав Классенс (1933—1949)
- Отто Фолькман (1949—1957)
- Фолькер Вангенхайм (1957—1978)
- Ян Кренц (1979—1982)
- Густав Кун (1983—1985)
- Деннис Рассел Дэвис (1987—1995)
- Марк Сустро (1995—2003)
- Роман Кофман (2003—2008)
- Штефан Блунир (2008—н. в.)